# Gonzalo Pizarro (Sucumbíos)
Gonzalo Pizarro ist eine Ortschaft und eine Parroquia rural im Kanton Gonzalo Pizarro der ecuadorianischen Provinz Sucumbíos. Die Parroquia besitzt eine Fläche von 238,9 km² groß. Auf dem Gebiet lebten beim Zensus 2010 2955 Menschen. Etwa 54 Prozent der Bevölkerung waren Indigene (Kichwa de la Sierra), 44 Prozent Mestizen.

## Lage
Die Parroquia Gonzalo Pizarro liegt an der Ostflanke der Cordillera Real. Der Río Coca (auch Río Quijos) begrenzt das Verwaltungsgebiet im Südwesten, im Süden und im Südosten. Der Río Due, ein rechter Nebenfluss des Río Aguarico, fließt entlang der nördlichen Verwaltungsgrenze nach Nordosten. Die Fernstraße E45 (Baeza–Lumbaquí) durchquert den äußersten Norden der Parroquia. Der etwa 580 m hoch gelegene Hauptort befindet sich an der E10 6,5 km südwestlich vom Kantonshauptort Lumbaquí.
Die Parroquia Gonzalo Pizarro grenzt im Norden an die Parroquia Lumbaquí, im äußersten Osten an die Parroquias El Dorado de Cascales (Kanton Cascales) und San José de Guayusa (Kanton Francisco de Orellana, Provinz Orellana), im Südosten, im Süden und im Südwesten an die Parroquia Gonzalo Díaz de Pineda (Kanton El Chaco, Provinz Napo) sowie im zentralen Westen an die Parroquia El Reventador.

## Orte und Siedlungen
In der Parroquia gibt es neben dem Hauptort folgende Siedlungen: Recinto Amazonas, Dashino und Panduyacu.

## Geschichte
Die Gründung der Parroquia Gonzalo Pizarro wurde am 30. April 1969 im Registro Oficial N° 169 bekannt gemacht und damit wirksam. Namensgeber war Gonzalo Pizarro, ein spanischer Konquistador. Die Parroquia gehörte ursprünglich zum Kanton Quijos der Provinz Napo. Am 18. August 1986 wurde die Parroquia Teil des neu geschaffenen Kantons Gonzalo Pizarro. Am 25. Januar 1989 ging dieser über in die neu geschaffene Provinz Sucumbíos.

## Ökologie
Das Gebiet westlich des Río Aguarico liegt im Nationalpark Cayambe Coca.